# Porta dei Borghi
La Porta dei Borghi est une porte de ville faisant partie  des murailles de Lucques datant de la période médiévale.

## Historique
Les murs médiévaux mesuraient environ 12 m de haut avec diverses tours semi-circulaires et carrées et quatre portes monumentales, elles-mêmes flanquées de tours cylindriques, selon l'usage. La Porta dei Borghi fait face au nord et a été construite entre 1198 et 1265.
La porte, aujourd'hui attestée à la fin de la Via Fillungo, est située à l'intérieur des murs les plus récents des XVIe et XVIIe siècles, non loin de la Porta Santa Maria qui, dans la seconde moitié du XVIe siècle, assuma le rôle de nouvel accès depuis le nord. Elle possède une seule ouverture centrale (il y en avait autrefois deux, mais une est aujourd'hui murée) et deux tours latérales. Les deux tours, en grès gris avec des décorations en pierre calcaire blanche, possédaient à l'origine un crénelage et une passerelle originale qui reliait les deux sommets. Les tours et la partie supérieure de la porte sont actuellement utilisées comme habitations privées.
La porte a une grande ouverture de 8 m de haut et couverte par un arc en plein cintre. Dans la salle du dessous se trouve une fresque ancienne encadrée, une Madone à l'Enfant de Gaspare Mannucci (it), restaurée en 2008 par la municipalité de Lucques .
La Porta dei Borghi est une porte située dans les anciens murs de Lucques, presque entièrement démolie avec la construction des murs de la Renaissance. Des quatre portes de ce XIIIe siècle, il ne reste que la Porta dei Borghi, et la Porte San Gervasio.

## Galerie

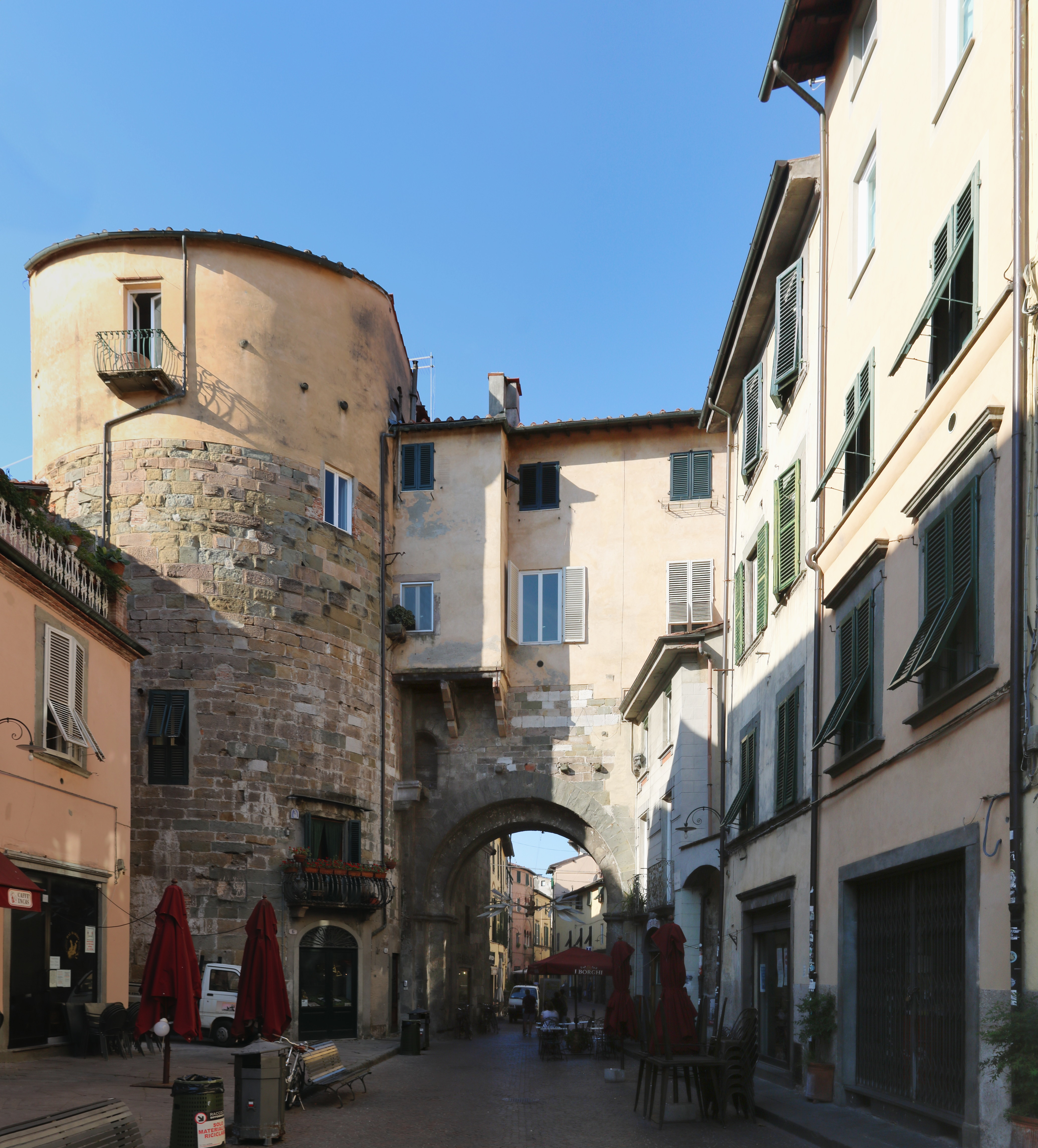
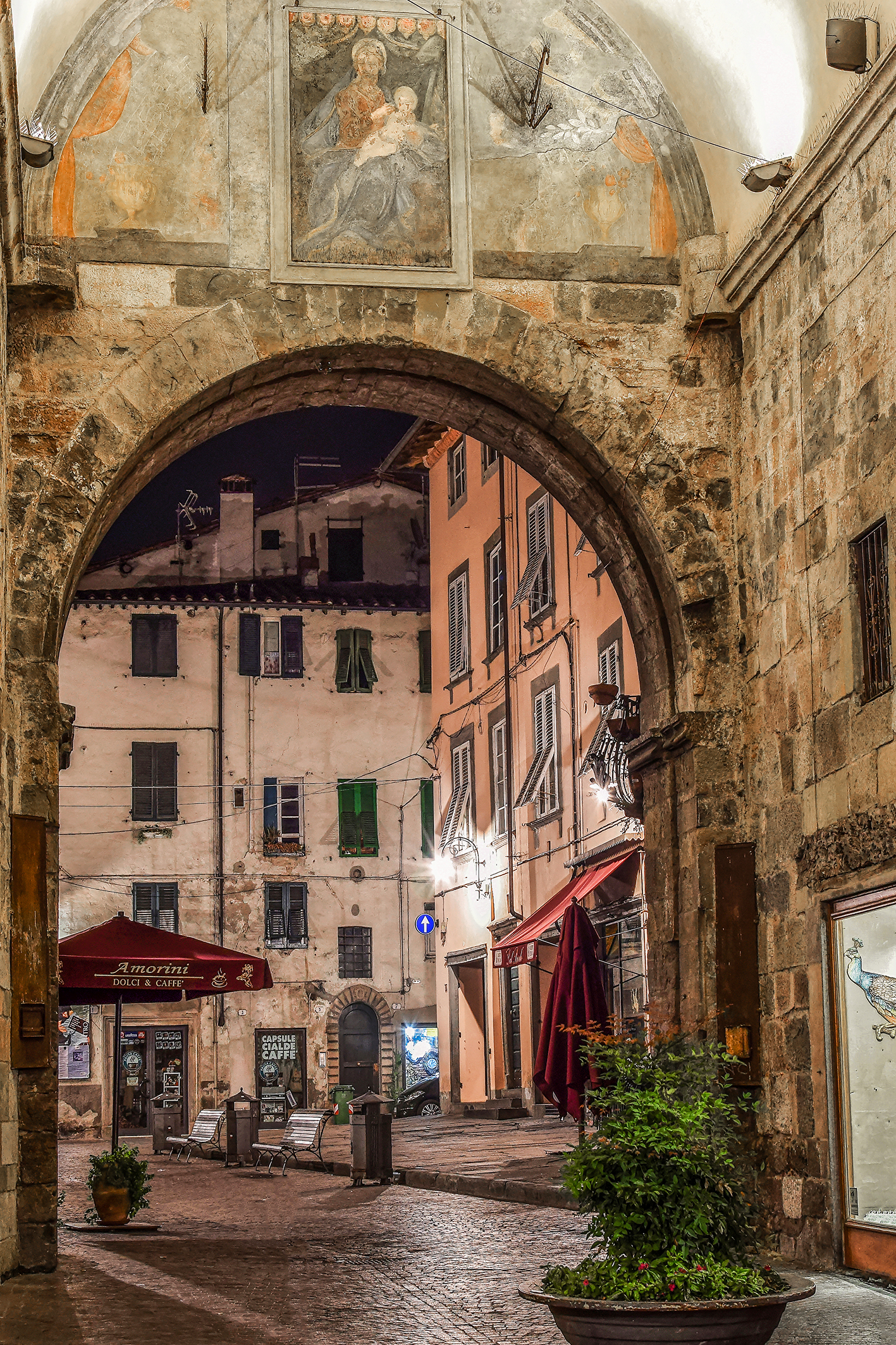